# Dendropoma ghanaense
Dendropoma ghanaense is een slakkensoort uit de familie van de Vermetidae. De wetenschappelijke naam van de soort is voor het eerst geldig gepubliceerd in 1960 door Keen & Morton.